# Noches en los jardines de España
Die Noches en los jardines de España mit dem Untertitel Sinfonische Impressionen für Klavier und Orchester sind ein Orchesterwerk von Manuel de Falla in drei Sätzen, die in der Zeit von 1909 bis 1916 entstanden sind. Es handelt sich hierbei um eine der ausgeprägtesten impressionistischen Kompositionen de Fallas. Die Noches en los jardines de España sind im deutschsprachigen Raum auch unter dem Titel Nächte in spanischen Gärten bekannt.

## Satzabfolge
1. En el Generalife (Im Generalife)
2. Danza lejana (Ferner Tanz)
3. En los jardines de la Sierra de Córdoba (in den Gärten des Berglands von Córdoba)

| Werkdaten                      |                                                         |
| ------------------------------ | ------------------------------------------------------- |
| Entstehungszeit                | 1909 bis 1916                                           |
| Datum und Ort der Uraufführung | 9. April 1916, Königliche Oper von Madrid               |
| Gattungszugehörigkeit          | Sinfonisches Gedicht in drei Teilen                     |
| Besetzung                      | Reich besetztes Sinfonieorchester mit obligatem Klavier |

## Entstehungsgeschichte
Die Komposition Noches en los jardines de España war ursprünglich als ein Klavierstück von drei Nocturnes geplant. Vermutlich riet Isaac Albéniz de Falla jedoch, das Werk als Orchesterversion zu veröffentlichen, nachdem de Falla ihm einige Themen des Werkes vorgespielt hatte. Daraufhin wurde das Werk zum sinfonischen Gedicht in drei Teilen. Jeder der drei Teile ist mit einer eigenen Überschrift versehen. So bekam der erste Satz den Titel En el Generalife (Im Generalife), der zweite den Titel Danza lejana (Ferner Tanz) und der dritte Satz die Überschrift En los jardines de la Sierra de Córdoba (In den Gärten des Berglands von Córdoba). 1909 begann Manuel de Falla in Paris einige Impressionen für Klavier zu schreiben. Diese waren dem musikalischen Vorbild Claude Debussy, der sich durch zauberhafte, träumerische Klänge auszeichnete, klanglich noch sehr ähnlich. Als de Falla von Paris in seine Heimat reiste, hatte er, wie für ihn üblich, zahlreiche unvollendete Werke im Gepäck. Dazu zählt auch das hier behandelte Orchesterwerk. Falla machte sich auf den Weg in das Geburtsland seiner Mutter in ein katalanisches Fischerdorf namens Sitges, wo er einige für ihn interessante Künstlerbegegnungen hatte. Diese Reise verlief jedoch auch arbeitsreich für ihn.
Am 9. April 1916 wurde de Fallas Werk in der Königlichen Oper von Madrid uraufgeführt. Es war für de Falla das Debüt auf dem sinfonischen Gebiet und rief beim Publikum große Neugier hervor, inwieweit de Falla die Einflüsse des Impressionismus mit den spanischen Einflüssen der Folklore verbinden konnte. Die Nächte in spanischen Gärten wurden dem Pianisten Ricardo Viñes gewidmet, der das Werk später auch immer wieder aufgeführt hat.

## Besetzung
2 Flöten (mit Piccolo), 2 Oboen (mit Englischhorn), 2 Klarinetten, 2 Fagotte, 4 Hörner, 2 Trompeten, 3 Posaunen, Tuba, Harfe, Celesta, viel Schlagzeug, die üblichen Streicher und das obligate Klavier

## Musikalische Gestaltung
Trotz des Untertitels, der die Komposition scheinbar als sinfonische Komposition kennzeichnet, handelt es sich hierbei weder um eine eindeutig sinfonische Komposition, noch um ein eigentliches Klavierkonzert, da der Klavierpart eng mit dem Orchesterpart verwoben ist. Darüber hinaus stehen in de Fallas Komposition nationale Elemente im Vordergrund. Dies lässt sich an einer Melodik festmachen, die mit andalusischen Volks- und Tanzliedern eng verbunden ist. Des Weiteren werden viele synkopierte, melismatisch verzierte Themen verwendet, die an die von den Arabern exportierte orientalische Folklore erinnern. In de Fallas Komposition lassen sich aber auch sehr stark impressionistische Einflüsse ausmachen. Dies ist daran fest zu machen, dass er originelle harmonische Verbindungen einsetzt, um eine Illusion malerischer Stimmungsbilder zu kreieren, was er vor allem mittels der Titel der Sätze unterstreicht. Vergleicht man Manuel de Fallas Nächte in spanischen Gärten mit den für das 19./20. Jahrhundert üblichen impressionistischen Kompositionen, so fällt auf, dass Fallas Komposition anders gestaltet ist. De Fallas Werk erscheint vager, verträumter und absichtlich unschärfer gestaltet. De Falla vereinigt somit die französischen Einflüsse des Impressionismus mit der spanischen Folklore und schafft damit ein ganz besonderes Werk.
Erster Satz
Der erste Satz kreiert ein Bild im Generalife, dem Sommerpalast des Kalifen, der Alhambra in Granada benachbart. Der erste Satz zeichnet sich durch zahlreiche andalusische Themen aus. Diese andalusischen Themen werden zu diesem Zeitpunkt beim Hörer bereits als echt spanisch empfunden, der Phantasie des Pianisten, sowie des Hörers sind hier jedoch keine Grenzen gesetzt. De Falla setzt in diesem Satz zahlreiche rubati ein. Diese Tempoveränderungen entstammen ebenfalls der spanischen Folklore. Darüber hinaus sind Füllstimmen bei de Falla praktisch nicht vorhanden. De Falla verwendet kühne Kontrapunkte, wodurch er sein Können, neben der Vereinigung des impressionistischen Schreibstils mit der spanischen Folklore, in besonderem Maße herausstellt.
Zweiter und dritter Satz
Der zweite und dritte Satz sollen trotz ihres unterschiedlichen Charakters ohne Unterbrechung gespielt werden. De Falla verwendet auch in diesen beiden Sätzen folkloristische Elemente. Und wieder lädt de Fallas Komposition zum Träumen ein und überschreitet alle Grenzen des Nationalismus.
Der dritte Satz En los jardines de la Sierra de Córdoba wirkt teilweise lebhafter, bis er zum leidenschaftlichen Tanz, dem Polo, wird, welcher charakteristisch für das südliche Spanien, auch als zigeunerische Sambra bezeichnet werden kann.